# 메이저 리그 베이스볼 서울 시리즈
메이저 리그 베이스볼 서울 시리즈(MLB Seoul Series)는 대한민국 서울특별시에서 열린 메이저 리그 베이스볼 정규시즌으로, 대한민국에서의 첫 MLB 월드 투어이다. 고척 스카이돔에서 로스앤젤레스 다저스와 샌디에이고 파드리스의 2연전이 진행되었다.